# 扎盧齊克
50°47′58″N 33°35′35″E / 50.79944°N 33.59306°E
扎盧茨凱（烏克蘭語：Залуцьке）是位於烏克蘭東北部的村莊，由蘇梅州羅姆內區的赫梅利夫市鎮負責管轄。該村處於蘇拉河右岸，距離扎格列別爾利亞0.5公里，海拔高度142米，2001年人口12。